# Cantón de Plouescat
El cantón de Plouescat era una división administrativa francesa, que estaba situada en el departamento de Finisterre y la región de Bretaña.

## Composición
El cantón estaba formado por cinco comunas:
- Lanhouarneau
- Plouescat
- Plougar
- Plounévez-Lochrist
- Tréflez

## Supresión del cantón de Plouescat
En aplicación del Decreto nº 2014-151 de 13 de febrero de 2014, el cantón de Plouescat fue suprimido el 22 de marzo de 2015 y sus 5 comunas pasaron a formar parte; cuatro del nuevo cantón de Saint-Pol-de-Léon y una del nuevo cantón de Landivisiau.